# Dhahran
Dhahran (Arabisch الظهران , Az-Zāhrān) is een stad in Saoedi-Arabië. Dhahran ligt in de provincie Ash-Sharqiyah ofwel de oostelijke provincie van het land. Dhahran vormt tezamen met het nabijgelegen Al-Khobar en Dammam een stedendriehoek waar veel van de Saoedische petroindustrie gevestigd is. 
Dhahran is een van de belangrijkste centra voor de aardolie-industrie. Het hoofdkwartier van staatsoliemaatschappij Saudi Aramco is er gevestigd. Verder is er een basis van de Koninklijke Saoedische luchtmacht gelegen waarvandaan onder meer F-15's en Panavia Tornado's opereren. Het wereldwijde dauwpuntrecord is er gevestigd met 35 graden; de luchttemperatuur was 41 graden.

## Geboren
- Alex Essoe (1992), actrice

Abha · Al-Bahah · Bariq · Buraidah · Dammam · Dhahran · Hail · Jeddah · Jizan · Jubail · Al-Kharj · Khobar · Medina · Mekka · Najran · Riyad · Tabuk · Taif · Unayzah · Yanbu
Saoedi-Arabië · Provincies